# صفحات الجوال المسرعة
صفحات الجوال المسرعة (بالإنجليزية: Accelerated Mobile Page)‏ اختصاراً (AMP) أطلقت شركة جوجل في 2015 مشروع مفتوح المصدر لتسريع تحميل صفحات الإنترنت عند التصفح باستخدام الهواتف المحمولة.
ويقوم مشروع AMP بشكل عام على مجموعة من تقنيات التخزين المؤقت Cache لتسريع تحميل الصفحات، حيث تستخدم AMP-HTML كود خاص لتحميل صفحات الويب على الفور عند النقر عليها في محرك البحث.

## مواقع بارزة
بعض الأمثلة من وسائل الإعلام الرئيسية التي تستخدم هذه الميزة: سي إن إن، وهيئة الإذاعة الأمريكية، وفوكس نيوز.

## AMP HTML
إن AMP HTML هي نفسها لغة ترميز النص الفائق ولكن مع بعض القيود والموثوقة لبناء محتوى غني على HTML بشكل بسيط، وذلك لجعل سرعة الصفحة أكبر وتخفيف وقت تحميل الصفحة، ونلاحظ وجود اكواد مماثلة للموجودة في لغة HTML وبعض الاكواد نفسها ولكن باضافة عبارة AMP إلى جانبها، وكمثال على ذلك نلاحظ ان ادراج صورة في HTML هو <img> أما في AMP HTML هو <amp-img>, وتم اعتماد مثل هذه العلامات لتسهيل حفظها على المطورين والعاملين في تطوير المواقع.

## AMP JS
مكتبة AMP JS تقوم بتقديم أفضل الممارسات لتحسين صفحة AMP وتجعل تحميل الموارد من الصفحات أسرع وأسهل وذلك لجعل تجربة المستخدم أسرع واقل وقتاً, حيث تعتبر هذه الخطوة من أهم التحسينات حيث تجعل كل الموارد الخارجية متزامنة، لذلك لن يمنع أي شيء صفحات AMP من التحميل بسرعة، ومن التحسينات الأخرى هو جدارة الحماية العالي من كل iframes, حيث تقوم بإعادة حساب زمن كل عنصر في الصفحة لتعطيل كل الاوامر و CSS البطيئة.

## Google AMP Cache
لجعل مشروع AMP متكامل، قامت جوجل بأضافة ذاكرة التخزين المؤقت أو ما يعرف بالكاش (Cache) لصفحات AMP وذلك لزيادة سرعتها في حال التنقل بالموقع أو العودة للصفحة التي دخلتها مسبقاً بشكل أسرع عن دخولك للمرة الأولى، حيث لا تعتمد AMP Cache على المصادر الخارجية لتجعل الصفحة مضمونة العمل.

## وصلات خارجية
- الموقع الرسمي
 بالعربية.